# Steinmühle (Greding)
Steinmühle ist ein Gemeindeteil der Stadt Greding im Landkreis Roth (Regierungsbezirk Mittelfranken, Bayern), dessen Bebauung abgebrochen wurde. Steinmühle lag in der Gemarkung Großhöbing.

## Lage
Steinmühle lag in der Südlichen Frankenalb circa 400 m östlich von Großhöbing links der Schwarzach und rechts der Bundesautobahn 9 auf der Gemarkung Großhöbing.

## Geschichte
Steinmühle gehörte grundherrlich dem Domkapitel zu Eichstätt. Im pfalz-neuburgischen Territorium gelegen, unterstand sie bis zum Ende des Alten Reiches hochgerichtlich dem Richteramt Greding. Durch die Säkularisation des Hochstiftes Eichstätt wurde die Mühle 1802 großherzoglich-toskanisch. Nur wenig später, 1806 kam die Mühle an das neue Königreich Bayern und dort in den Steuerdistrikt Großhöbing. 1818 wurde die Mühle durch das Gemeindeedikt in die neugebildete Ruralgemeinde Großhöbing eingeordnet, der außer dem Pfarrdorf Großhöbing und der Einöde Steinmühle noch der Weiler Günzenhofen und die Einöde Wildbad angehörten. Die Gemeinde war Teil des Landgerichts Raitenbuch und ab 1812 des Landgerichts Greding.
1805 heißt es von der Steinmühle, dass sie „eine Säge dabei hat.“ Der Müller war gleichzeitig Bauer; 1823, als die Müllerfamilie aus drei männlichen und fünf weiblichen Personen bestand, wurde neben dem Betrieb der Mahlmühle Getreide angebaut und Viehzucht betrieben. 1873 hatte der Müller elf Stück Rindvieh.
Mit der Gebietsreform in Bayern ließ sich Großhöbing mit seinen Gemeindeteilen zum 1. April 1971 in die Stadt Greding eingemeinden. Nach 1987 wurde die Mühle abgerissen um Platz für die Schnellfahrstrecke Nürnberg–Ingolstadt zu schaffen.

### Einwohnerentwicklung
- 1823: 8 (1 Haus, 1 Familie)[7][5]
- 1840: 9 „Seelen“ (1 Haus, 1 Familie)[9]
- 1847: 6[10]
- 1871: 7 (5 Gebäude)[8]
- 1900: 7 (1 Wohngebäude) (Weiler: 27 Einwohner in 7 Wohngebäude)[11]
- 1950: 7 (1 Haushaltung)[5]
- 1961: 9 (1 Wohngebäude)[12]
- 1987: 7 (1 Wohngebäude, 2 Wohnungen)[13]

## Sonstiges
- Im sogenannten Weiheretzel am alten Weg von Großhöbing zur Steinmühle steht ein Herz Jesu-Bildstock.[14]